# Vila Longa
Vila Longa é uma povoação portuguesa do Município de Sátão que foi sede da extinta Freguesia de Vila Longa, freguesia que tinha 7,99 km² de área e 186 habitantes (2011), e, por isso, uma densidade populacional de 23,3 hab/km².
A Freguesia de Vila Longa foi extinta e agregada às freguesias de Romãs e de Decermilo, criando-se a União das Freguesias de Romãs, Decermilo e Vila Longa.

## População
| População da freguesia de Vila Longa | População da freguesia de Vila Longa | População da freguesia de Vila Longa | População da freguesia de Vila Longa | População da freguesia de Vila Longa | População da freguesia de Vila Longa | População da freguesia de Vila Longa | População da freguesia de Vila Longa | População da freguesia de Vila Longa | População da freguesia de Vila Longa | População da freguesia de Vila Longa | População da freguesia de Vila Longa | População da freguesia de Vila Longa | População da freguesia de Vila Longa | População da freguesia de Vila Longa |
| ------------------------------------ | ------------------------------------ | ------------------------------------ | ------------------------------------ | ------------------------------------ | ------------------------------------ | ------------------------------------ | ------------------------------------ | ------------------------------------ | ------------------------------------ | ------------------------------------ | ------------------------------------ | ------------------------------------ | ------------------------------------ | ------------------------------------ |
| 1864                                 | 1878                                 | 1890                                 | 1900                                 | 1911                                 | 1920                                 | 1930                                 | 1940                                 | 1950                                 | 1960                                 | 1970                                 | 1981                                 | 1991                                 | 2001                                 | 2011                                 |
| 243                                  | 244                                  | 292                                  | 278                                  |                                      |                                      |                                      | 348                                  | 392                                  | 399                                  | 295                                  | 338                                  | 274                                  | 241                                  | 186                                  |

Nos censos de 1911 a 1930 estava anexada à freguesia de Romãs. Foi desanexada pelo decreto lei nº 23.507, de 26/01/1934, e juntamente com lugares da freguesia de Romãs passou a constituir uma freguesia autónoma
| Distribuição da População por Grupos Etários | Distribuição da População por Grupos Etários | Distribuição da População por Grupos Etários | Distribuição da População por Grupos Etários | Distribuição da População por Grupos Etários | Distribuição da População por Grupos Etários | Distribuição da População por Grupos Etários | Distribuição da População por Grupos Etários | Distribuição da População por Grupos Etários | Distribuição da População por Grupos Etários |
| -------------------------------------------- | -------------------------------------------- | -------------------------------------------- | -------------------------------------------- | -------------------------------------------- | -------------------------------------------- | -------------------------------------------- | -------------------------------------------- | -------------------------------------------- | -------------------------------------------- |
| Ano                                          | 0-14 Anos                                    | 15-24 Anos                                   | 25-64 Anos                                   | > 65 Anos                                    |                                              | 0-14 Anos                                    | 15-24 Anos                                   | 25-64 Anos                                   | > 65 Anos                                    |
| 2001                                         | 24                                           | 27                                           | 117                                          | 73                                           |                                              | 10,0%                                        | 11,2%                                        | 48,5%                                        | 30,3%                                        |
| 2011                                         | 18                                           | 6                                            | 90                                           | 72                                           |                                              | 9,7%                                         | 3,2%                                         | 48,4%                                        | 38,7%                                        |

Média do País no censo de 2001:  0/14 Anos-16,0%; 15/24 Anos-14,3%; 25/64 Anos-53,4%; 65 e mais Anos-16,4%
Média do País no censo de 2011:   0/14 Anos-14,9%; 15/24 Anos-10,9%; 25/64 Anos-55,2%; 65 e mais Anos-19,0%